# قائمة التشريعات الخاصة بجائحة كورونا 2019-20
قائمة التشريعات الخاصة بوباء فيروس كورونا 2019-2020
هذه قائمة بالتشريعات التي تم تمريرها استجابة لوباء الفيروس التاجي 2019-2020

## ايرلندا
قانون الصحة (الحفظ والحماية وتدابير الطوارئ الأخرى للصالح العام) لعام 2020

## الفلبين
قانون بيانهان للشفاء باعتباره قانوناً واحداً

## تايوان
القانون الخاص بشأن COVID-19 للوقاية والإغاثة والترميم

## المملكة المتحدة
- لوائح الحماية الصحية (لفيروس كورونا) لعام 2020

قانون فيروس كورونا 2020
لوائح الحماية الصحية (الفيروس التاجي ، القيود) (إنجلترا) لعام 2020
قانون فيروس كورونا (اسكتلندا) لعام 2020

## الولايات المتحدة
قانون التأهب والاستجابة التكميلية للفيروسات التاجية ، 2020
قانون العائلات الأول للاستجابة لفيروس كورونا
قانون مكافحة فيروس كورونا ، والإغاثة ، والأمن الاقتصادي